# Opera (Włochy)
Opera – miejscowość i gmina we Włoszech, w regionie Lombardia, w prowincji Mediolan.
Według danych na rok 2004 gminę zamieszkiwało 13 259 osób, 1894,1 os./km².